# Liste der Kulturdenkmale in Niedersedlitz
Die Liste der Kulturdenkmale in Niedersedlitz umfasst sämtliche Kulturdenkmale der Dresdner Gemarkung Niedersedlitz.
Die Anmerkungen sind zu beachten.
Diese Liste ist eine Teilliste der Liste der Kulturdenkmale in Dresden. 

Diese Liste ist eine Teilliste der Liste der Kulturdenkmale in Sachsen.

## Legende
- Bild: Bild des Kulturdenkmals, ggf. zusätzlich mit einem Link zu weiteren Fotos des Kulturdenkmals im Medienarchiv Wikimedia Commons. Wenn man auf das Kamerasymbol klickt, können Fotos zu Kulturdenkmalen aus dieser Liste hochgeladen werden:
- Bezeichnung: Denkmalgeschützte Objekte und ggf. Bauwerksname des Kulturdenkmals
- Lage: Straßenname und Hausnummer oder Flurstücknummer des Kulturdenkmals. Die Grundsortierung der Liste erfolgt nach dieser Adresse. Der Link (Karte) führt zu verschiedenen Kartendiensten mit der Position des Kulturdenkmals. Fehlt dieser Link, wurden die Koordinaten noch nicht eingetragen. Sind diese bekannt, können sie über ein Tool mit einer Kartenansicht einfach nachgetragen werden. In dieser Kartenansicht sind Kulturdenkmale ohne Koordinaten mit einem roten bzw. orangen Marker dargestellt und können durch Verschieben auf die richtige Position in der Karte mit Koordinaten versehen werden. Kulturdenkmale ohne Bild sind an einem blauen bzw. roten Marker erkennbar.
- Datierung: Baubeginn, Fertigstellung, Datum der Erstnennung oder grobe zeitliche Einordnung entsprechend des Eintrags in der sächsischen Denkmaldatenbank
- Beschreibung: Kurzcharakteristik des Kulturdenkmals entsprechend des Eintrags in der sächsischen Denkmaldatenbank, ggf. ergänzt durch die dort nur selten veröffentlichten Erfassungstexte oder zusätzliche Informationen
- ID: Vom Landesamt für Denkmalpflege Sachsen vergebene, das Kulturdenkmal eindeutig identifizierende Objekt-Nummer. Der Link führt zum PDF-Denkmaldokument des Landesamtes für Denkmalpflege Sachsen. Bei ehemaligen Kulturdenkmalen können die Objektnummern unbekannt sein und deshalb fehlen bzw. die Links von aus der Datenbank entfernten Objektnummern ins Leere führen. Ein ggf. vorhandenes Icon  führt zu den Angaben des Kulturdenkmals bei Wikidata.

## Niedersedlitz
| Bild                                    | Bezeichnung                                                                                           | Lage                                             | Datierung                                                                          | Beschreibung | ID       |
| --------------------------------------- | --- | ------------------------------------------------ | ---------------------------------------------------------------------------------- | --- | -------- |
|                                         | Postamt 17                                                                                            | An der Post 15 (Karte)                           | bezeichnet 1901 (Post)                                                             | Postgebäude und Einfriedung; repräsentativer historisierender Bau mit seitlichem Turmanbau, reich gestaltete Klinkerfassade mit Sandsteinzierelementen, heute z. T. auch als Wohnhaus genutzt, baugeschichtliche, ortsgeschichtliche und straßenbildprägende Bedeutung. | 09215853 |
|                                         | Mietshaus in offener Bebauung mit Einfriedung                                                         | An der Post 16 (Karte)                           | um 1900 (Mietshaus)                                                                | zeittypisch historisierender Bau der Jahrhundertwende, baugeschichtlicher und straßenbildprägender Wert | 09215854 |
| Weitere Bilder                          | Parkanlage mit Kriegerdenkmal und Skulptur                                                            | Bahnhofstraße (Karte)                            | nach 1918 (Kriegerdenkmal), um 1935 (Sitzstatue)                                   | zwischen Bahnhofstraße und Lungkwitzer Straße, Denkmal ortsgeschichtlich und Grünanlage mit Figur eines knienden Frauenaktes gartengestalterisch von Belang. Skulptur „Blumenpflückerin“ von Otto Poertzel. | 09215926 |
|                                         | Wohnstallhaus und Torbogen                                                                            | Bahnhofstraße 3 (Karte)                          | 1855 (Wohnstallhaus), bezeichnet 1737, am Torbogen (Toreinfahrt)                   | Wohnstallhaus und Torbogen mit seitlicher Pforte eines ehem. Bauernhofes; charakteristische ländliche Baulichkeiten ihrer Zeit, auffällig die Toreinfahrt, Teil eines vergleichsweise geschlossen erhaltenen älteren Dorfkerns, von baugeschichtlicher und ortsentwicklungsgeschichtlicher Bedeutung. | 09215831 |
|                                         | Gasthof „Zum Goldenen Löwen“                                                                          | Bahnhofstraße 5 (Karte)                          | 1875 (Gasthof)                                                                     | Gasthof mit Ballsaal; stattlicher dreigeschossiger Bau im Stil der Neorenaissance mit großzügigem Ballsaal mit weitgehend originaler Ausstattung, mit hohem Originalitätswert erhaltenes Objekt von baugeschichtlicher, kulturhistorischer, ortsgeschichtlicher und sozialgeschichtlicher Bedeutung. | 09215833 |
|                                         | Wohnhauszeile mit eingeschossigen Verbindungsbauten                                                   | Bahnhofstraße 8; 10; 12; 14 (Karte)              | vor 1913 (Mehrfamilienwohnhaus)                                                    | von der Baugenossenschaft Dresden-Land errichtet, typische traditionelle Bauten ihrer Zeit, baugeschichtlich und stadtentwicklungsgeschichtlich bedeutend (siehe auch Bahnhofstraße 16 und Bosewitzer Straße 2–14). | 09215988 |
|                                         | Villa                                                                                                 | Bahnhofstraße 11 (Karte)                         | nach 1875 (Villa)                                                                  | möglicherweise Fabrikantenvilla, zweigeschossiger Baukörper mit Betonung der Mitte durch Laden, Drillingsfenster im Obergeschoss und Dreiecksgiebel, baugeschichtlicher und ortsgeschichtlicher Wert. | 09215835 |
|                                         | Mietshaus mit künstlicher Grotte in Ecklage                                                           | Bahnhofstraße 15 (Karte)                         | um 1890 (Mietshaus)                                                                | Mietshaus mit künstlicher Grotte und Einfriedung in offener Bebauung und Ecklage; stattliches Gebäude mit akzentuierenden Dachhelmen und Eckbalkonen, baugeschichtlicher und straßenbildprägender Wert. | 09215837 |
|                                         | Doppelwohnhaus, einschl. zweier Nebengebäude                                                          | Bahnhofstraße 16 (Karte)                         | 1914 (Doppelwohnhaus)                                                              | Doppelwohnhaus (Bahnhofstraße 16 und Bosewitzer Straße 2), einschließlich zweier Nebengebäude (wohl Waschhäuser), die wiederum verbunden sind mit den benachbarten Wohnhauszeilen; errichtet von der Baugenossenschaft Dresden-Land, typische traditionelle Bauten ihrer Zeit, baugeschichtlich und stadtentwicklungsgeschichtlich bedeutend (siehe Bahnhofstraße 8–14 und Bosewitzer Straße 2–14). | 09215989 |
|                                         | Haltepunkt Dresden-Niedersedlitz                                                                      | Bahnhofstraße 21 (Karte)                         | 1892 (Empfangsgebäude)                                                             | Empfangsgebäude der Elbtalbahn mit östlicher und westlicher Heiste sowie Überdachungen an den Eingängen zur Unterführung des Bahnhofes; repräsentativer historistischer Hauptbau mit Bahnsteigen in authentischer bauzeitlicher Architektursprache an der Eisenbahnstrecke Děčín–Dresden-Neustadt (6240; sä. BD, Elbtalbahn); ortsgeschichtliche, baugeschichtliche und verkehrsgeschichtliche sowie ortsbildprägende Bedeutung. | 09215952 |
|                                         | Villa Kauffmann                                                                                       | Bahnhofstraße 25 (Karte)                         | 1911–1912 (Fabrikantenvilla)                                                       | Fabrikantenvilla mit Einfriedung und Garten; repräsentativer Putzbau mit ausgebautem Walmdach sowie in Originalen erhaltener Ausstattung, beispielhafter Wohnbau der frühen Sachlichkeit, auch der Reformbaukunst, nach 1900, baugeschichtlich und künstlerisch von Bedeutung. Erbaut von Lossow & Kühne, äußerlich und innen größtenteils originalgetreu erhalten. | 09215840 |
|                                         | Villa mit Einfriedung                                                                                 | Bedrich-Smetana-Straße 7 (Karte)                 | um 1910 (Villa)                                                                    | zeittypisch schlichter Putzbau um 1910, baugeschichtliche Bedeutung | 09215950 |
|                                         | Wohnanlage mit zwei Doppelwohnhäusern                                                                 | Bedrich-Smetana-Straße 11 (Karte)                | um 1925 (Doppelwohnhaus)                                                           | Wohnanlage mit zwei Doppelwohnhäusern (Bedrich-Smetana-Straße11 und Lockwitztalstraße 27/27a/29), eingeschossigem Verbindungsbau, seitlichen Anbauten und Einfriedung; charakteristische Kleinwohnungsbauten der 1920er bzw. der 1930er Jahre, seitliche Anbauten mit Eingängen in etwa analog dem eingeschossigen Verbindungsbau, baugeschichtlich, ortsgeschichtlich und sozialgeschichtlich von Bedeutung. | 09218940 |
|                                         | Deus-Nobiscum-Villa                                                                                   | Bismarckstraße 3 (Karte)                         | um 1900 (Mietvilla)                                                                | Mietvilla mit Einfriedung; weitgehend authentisches äußeres Erscheinungsbild mit akzentuierendem seitlichen Turm und straßenseitigem Erker, baugeschichtlicher und straßenbildprägender Wert. | 09215848 |
|                                         | Mietvilla mit Einfriedung                                                                             | Bismarckstraße 5 (Karte)                         | um 1900 (Mietvilla)                                                                | weitgehend authentisch erhaltenes Gebäude mit bauzeitlicher Einfriedung, baugeschichtliche und straßenbildprägende Bedeutung. | 09215849 |
|                                         | Wohnhaus                                                                                              | Bismarckstraße 9 (Karte)                         | um 1925 (Wohnhaus)                                                                 | Wohnhaus, freistehend mit Einfriedung; weitgehend unverändert erhaltenes Gebäude in expressionistischer Architektursprache, baugeschichtliche Bedeutung und straßenbildprägender Wert. | 09215851 |
|                                         | Mietshaus in offener Bebauung                                                                         | Bismarckstraße 10 (Karte)                        | bezeichnet 1896 (Mietshaus)                                                        | zeittypisch historisierender Klinkerbau von 1896, mit hoher Originalitätsgrad, daher von bauhistorischem und straßenbildprägendem Wert. | 09215850 |
|                                         | Mietshaus in offener Bebauung mit Einfriedung                                                         | Bismarckstraße 12 (Karte)                        | um 1910 (Mietshaus)                                                                | Gebäude im Reformstil um 1910 mit schlichter Putzfassade, geprägt von hohem, ausgebauten Mansardwalmdach, baugeschichtlicher Wert. | 09215852 |
|                                         | Mietshaus offener Bebauung mit Einfriedung                                                            | Bismarckstraße 14 (Karte)                        | nach 1900 (Mietshaus)                                                              | schlichter Putzbau, Ansicht geprägt von Mittelrisalit mit Schmuckgiebel, baugeschichtliche Bedeutung. | 09216049 |
|                                         | Villa Oskar                                                                                           | Bismarckstraße 17 (Karte)                        | bezeichnet 1904 (Mietvilla)                                                        | Mietvilla mit Einfriedung; repräsentatives, weitgehend authentisch erhaltenes Gebäude mit bauhistorischer und straßenbildprägender Bedeutung. | 09215847 |
|                                         | Manß-Villa                                                                                            | Bismarckstraße 23 (Karte)                        | 1912–1913 (Villa)                                                                  | Villa mit Garten und Einfriedung; repräsentativer historisierender Villenbau, baugeschichtlich und gartenkünstlerisch bedeutend. Womöglich Villa des Schokoladenfabrikanten Manß, siehe Schokoladenfabrik EMERKA (später Manß, Richter & Kuntz), Bismarckstr. 66. | 09215844 |
|                                         | Wohnhaus in offener Bebauung                                                                          | Bismarckstraße 26 (Karte)                        | um 1930 (Wohnhaus)                                                                 | nahezu unverändert erhaltenes Gebäude der für die 1930er Jahre typischen Wohnhausarchitektur mit baugeschichtlichem Wert. | 09216048 |
|                                         | Zwei Gebäude einer Wohnanlage                                                                         | Bismarckstraße 27; 29 (Karte)                    | 1939 (Mehrfamilienwohnhaus)                                                        | wohl von der Baugenossenschaft zu Leuben errichtet (siehe auch Friedrich-Adolph-Sorge-Straße 14–18), städtebaulicher und baugeschichtlicher Wert. | 09215845 |
|                                         | Mietshaus mit Stützmauer in Ecklage und offener Bebauung                                              | Bismarckstraße 35 (Karte)                        | um 1900 (Mietshaus)                                                                | weitgehend original erhaltenes, repräsentatives Gebäude in zeittypisch historisierender Gestaltung, von bauhistorischer und städtebaulicher Bedeutung. | 09215969 |
|                                         | Mietshaus mit Stützmauer und Einfriedung in Ecklage und offener Bebauung                              | Bismarckstraße 42 (Karte)                        | um 1895 (Mietshaus)                                                                | stattlicher, zu großen Teilen original erhaltener Baukörper in zeittypisch historisierender Gestaltung, baugeschichtliche und städtebauliche Bedeutung. | 09215973 |
|                                         | Mietshaus und Stützmauer einschl. Treppenanlage                                                       | Bismarckstraße 44 (Karte)                        | um 1900 (Mietshaus)                                                                | Mietshaus und Stützmauer einschließlich Treppenanlage in Ecklage und offener Bebauung; weitgehend authentisch erhaltenes Gebäude, mit Laden, mit baugeschichtlicher und städtebaulicher Bedeutung. | 09215974 |
|                                         | Zur Wartburg, ehem. Mietshaus mit Gaststätte                                                          | Bismarckstraße 47 (Karte)                        | um 1900 (Mietshaus)                                                                | Mietshaus mit Teilen der Einfriedung in Ecklage und offener Bebauung; Gebäude mit hohe Originalitätsgrad, ehemals mit Gaststätte, von bauhistorischer, städtebaulicher und ortsgeschichtlicher Bedeutung. | 09215975 |
| Weitere Bilder                          | Kamera-Werke Niedersedlitz; Kamera-Werkstätten Guthe & Thorsch; später Kamerawerk Noble; VEB Pentacon | Bismarckstraße 56 (Karte)                        | um 1930 (Fabrikgebäude)                                                            | Fabrikgebäude; sechsgeschossiger Kopfbau, klarer Kubus mit Fensterbändern in Anlehnung an den Stil der Moderne, lediglich das flache Walmdach traditionell, markanter Niedersedlitzer Industriebau, baugeschichtlich und ortsgeschichtlich bedeutend. Fabrikgebäude, nach Übernahme von Charles A. Noble Verlegung der Werke nach Niedersedlitz, nach 1946 enteignet, 1991 Rückgabe an die einstigen Privatbesitzer, heute von neuen Eigentümern weitergeführt. | 09215976 |
|                                         | Schokoladenfabrik EMERKA (ehem.)                                                                      | Bismarckstraße 66 (Karte)                        | bis 1909 und um 1915 (Schokoladenfabrik)                                           | Fabrikgebäude mit Einfriedung; markanter Fabrikbau mit hohem historischen Aussagewert, baugeschichtliche, industriegeschichtliche und stadtentwicklungsgeschichtliche Bedeutung. | 09215977 |
|                                         | Doppelwohnhaus, einschl. zweier Nebengebäude                                                          | Bosewitzer Straße 2 (Karte)                      | 1914 (Doppelwohnhaus)                                                              | Doppelwohnhaus (Bahnhofstraße 16 und Bosewitzer Straße 2), einschließlich zweier Nebengebäude (wohl Waschhäuser), die wiederum verbunden sind mit den benachbarten Wohnhauszeilen; errichtet von der Baugenossenschaft Dresden-Land, typische traditionelle Bauten ihrer Zeit, baugeschichtlich und stadtentwicklungsgeschichtlich bedeutend (siehe Bahnhofstraße 8–14 und Bosewitzer Straße 2–14). | 09215989 |
|                                         | Wohnhauszeile mit Einfriedung                                                                         | Bosewitzer Straße 4; 6; 8; 10; 12; 14 (Karte)    | 1910 (Mehrfamilienwohnhaus)                                                        | errichtet von der Baugenossenschaft Dresden-Land, typische traditionelle Bauten ihrer Zeit, baugeschichtlich und stadtentwicklungsgeschichtlich bedeutend (siehe auch Bosewitzer Straße 2 und Bahnhofstraße 8–16). | 09215991 |
|                                         | Wohnhaus mit Einfriedung und kleinem Hintergebäude in offener Bebauung                                | Bosewitzer Straße 5 (Karte)                      | bis 1910 (Wohnhaus)                                                                | ehemaliges „Zweiwerkmeisterhaus“ der Firma O. Kauffmann Niedersedlitz, markantes Beispiel des Werkswohnungsbaus vor dem Ersten Weltkrieg, baugeschichtlich und sozialgeschichtlich bedeutend. | 09215993 |
|                                         | Wohnhaus mit Einfriedung in offener Bebauung                                                          | Curt-Guratzsch-Straße 19 (Karte)                 | um 1925 (Wohnhaus)                                                                 | wohlproportioniertes, weitgehend authentisch erhaltenes Gebäude mit baugeschichtlicher und straßenbildprägender Bedeutung. | 09215948 |
|                                         | Mietshaus mit Einfriedung in Ecklage und offener Bebauung                                             | Curt-Guratzsch-Straße 21 (Karte)                 | um 1900 (Mietshaus)                                                                | repräsentativer Bau mit weitgehend authentischem Erscheinungsbild, baugeschichtliche und städtebauliche Bedeutung. | 09215949 |
|                                         | Mietshaus in halboffener Bebauung                                                                     | Dorfstraße 1 (Karte)                             | um 1909 (Mietshaus)                                                                | zu großen Teilen bauzeitlich erhaltenes Gebäude mit baugeschichtlichem und straßenbildprägendem Wert. | 09215917 |
|                                         | Wohnstallhaus eines ehem. Bauernhofes                                                                 | Dorfstraße 2 (Karte)                             | bezeichnet 1819 (Wohnstallhaus)                                                    | stattliches und weitgehend unverändert erhaltenes Gebäude mit Fachwerkobergeschoss, baugeschichtliche und straßenbildprägende Bedeutung. | 09215954 |
|                                         | Wohnhaus eines ehem. Bauernhofes                                                                      | Dorfstraße 3 (Karte)                             | 1. Hälfte 19. Jh. (Bauernhaus)                                                     | kleines, schlichtes ländliches Wohngebäude, hinsichtlich Kubatur und wesentlichen Proportionen gut erhaltenes Zeugnis der einst ländlichen Bebauung, baugeschichtliche und ortsbildprägende Bedeutung. | 09215953 |
|                                         | Wohnstallhaus eines ehem. Bauernhofes                                                                 | Dorfstraße 4 (Karte)                             | 1. Hälfte 19. Jh. (Bauernhaus)                                                     | Wohnstallhaus im hinteren Teil des Gebäudes im Obergeschoss mit Fachwerk, baugeschichtlicher und ortsbildprägender Wert. | 09215955 |
|                                         | Wohnstallhaus oder Seitengebäude eines ehem. Bauernhofes                                              | Dorfstraße 5; 5a (Karte)                         | 1. Hälfte 19. Jh. (Bauernhaus)                                                     | Baukörper mit herkömmlicher Kubatur und Proportionen, baugeschichtliche und ortsbildprägende Bedeutung. | 09215956 |
|                                         | Wohnhaus in offener Bebauung                                                                          | Dorfstraße 6 (Karte)                             | 2. Hälfte 19. Jh. (Bauernhaus)                                                     | weitgehend unverändertes Erscheinungsbild, vermutlichen Häusleranwesen, baugeschichtlicher und ortsbildprägender Zeugniswert. | 09215957 |
|                                         | Wohnstallhaus und Scheune bzw. Remise eines Dreiseithofes                                             | Dorfstraße 9 (Karte)                             | 1853 (Wohnstallhaus), 1890 (Scheune)                                               | hinsichtlich Kubatur und Proportionen unverändert erhaltenes Zeugnis der ursprünglichen ländlichen Bebauung, baugeschichtliche und ortsbildprägende Bedeutung. | 09215959 |
|                                         | Wohnstallhaus mit Anbau (zusätzl. Stall und Remise) und Seitengebäude                                 | Dorfstraße 10; 12 (Karte)                        | 1. Hälfte 19. Jh. (Wohnstallhaus), 1. Hälfte 19. Jh. (Seitengebäude)               | Teil eines ehem. Bauernhofes, trotz der Verluste repräsentatives ländliches Anwesen, Giebel des Wohnstallhauses wichtig für das Ortsbild, dessen Hofseite belebt durch Fenstergewände aus Sandstein, zwei kleine Eingänge mit Stichbögen und einen durchgehenden Dachhecht, der Anbau mit zwei großen Toren, dahinter gewölbte Räume, das Seitengebäude bietet die Chance, den Hof annähernd in seiner ursprünglichen Struktur wieder herzustellen, Anlage bildet mit den benachbarten Anwesen des Dorfkerns von Niedersedlitz eine strukturell noch weitgehend ursprünglich erhaltene ländliche Siedlung eines gassenartig erweiterten Rundlings, Wohnstallhaus mit Anbau und Seitengebäude baugeschichtlich und stadtentwicklungsgeschichtlich bedeutend. | 09215962 |
|                                         | Wohnstallhaus und Seitengebäude eines Dreiseithofes                                                   | Dorfstraße 11 (Karte)                            | 1. Hälfte 19. Jh. (Wohnstallhaus)                                                  | massive, verputzte Bauten mit Satteldächern, von baugeschichtlichem Wert, wichtiger Bestandteil der historischen Hauslandschaft. | 09215960 |
|                                         | Wohnstallhaus und Toreinfahrt eines Vierseithofes                                                     | Dorfstraße 13 (Karte)                            | 1. Hälfte 19. Jh. (Wohnstallhaus)                                                  | repräsentative Anlage, zugewandter Giebel des Haupthauses mit Firstzier, Drillingsfenster (Palladio-Motiv) und Oculus, baugeschichtliche und ortsgeschichtliche Bedeutung. | 09215961 |
|                                         | Wohnhaus mit Anbau in offener Bebauung                                                                | Dorfstraße 14 (Karte)                            | 1. Hälfte 19. Jh. (Wohnstallhaus)                                                  | schlichte ländliche Bauten vermutlich eines Häusleranwesens, bauhistorische und ortsbildprägende Bedeutung. | 09215963 |
|                                         | Wohnstallhaus, Scheune und Torpfeiler eines Dreiseithofes                                             | Dorfstraße 16; 16a; 16b; 16c; 16d; 16e (Karte)   | 1. Hälfte 19. Jh. (Wohnstallhaus)                                                  | Wohnstallhaus und Scheune zum Teil umgebaut, massive Bauten mit Krüppelwalmdach, baugeschichtlich von Bedeutung. | 09215964 |
|                                         | Wohnstallhaus und Scheune eines ehem. Bauernhofes                                                     | Dorfstraße 20; 20a (Karte)                       | bezeichnet 1894 (Wohnstallhaus)                                                    | Wohnstallhaus über winkelförmigem Grundriss und Scheune eines ehemaligen Bauernhofes; an der Hofseite des Wohnstallhauses zwei Inschrifttafeln, baugeschichtliche und ortsgeschichtliche Bedeutung. | 09215965 |
|                                         | Seitengebäude und Scheune eines ehem. Bauernhofes                                                     | Dorfstraße 26 (Karte)                            | 1. Hälfte 19. Jh. (Seitengebäude)                                                  | Anwesen mit hohem Authentizitätsgrad, baugeschichtlich bedeutsam und wichtiger Bestandteil des Ortsbildes. | 09215966 |
|                                         | Wohnhaus in offener Bebauung                                                                          | Dorfstraße 28 (Karte)                            | 1. Hälfte 19. Jh. (Wohnhaus)                                                       | vermutlich ehemals Häusleranwesen, Obergeschoss Fachwerk verputzt, eine Seite mit breiter Abschleppung, weitgehend originales äußeres Erscheinungsbild, durch Anbau mit benachbartem Dreiseithof verbunden, baugeschichtliche und ortsbildprägende Bedeutung. | 09215967 |
|                                         | Drei Gebäude einer Wohnanlage                                                                         | Friedrich-Adolph-Sorge-Straße 14; 16; 18 (Karte) | 1939 (Mehrfamilienwohnhaus)                                                        | wohl von der Baugenossenschaft zu Leuben errichtet (siehe Bismarckstraße 27/29), weitgehend authentisch erhaltenes bauliches Zeugnis des genossenschaftlichen Wohnungsbaus der 1930er Jahre, bauhistorische und ortsgeschichtliche Bedeutung. | 09215970 |
|                                         | Gebäude einer Wohnanlage                                                                              | Friedrich-Adolph-Sorge-Straße 25 (Karte)         | 1931 (Wohnhaus)                                                                    | wohl von der Baugenossenschaft zu Leuben errichtet, bauliches Zeugnis des genossenschaftlichen Wohnungsbaus der 1930er Jahre, bauhistorische und ortsgeschichtliche Bedeutung. | 09216047 |
|                                         | Wohnhauszeile einer Wohnanlage mit Einfriedung                                                        | Friedrich-Ebert-Straße 4; 6; 8 (Karte)           | um 1930 (Mehrfamilienwohnhaus)                                                     | Gemeinde Niedersedlitz Bauherr bei Entstehung (siehe auch Nummer 10 und Poetenweg 7–17), überwiegend authentisch erhaltenes bauliches Zeugnis des genossenschaftlichen Wohnungsbaus der 1930er Jahre, baugeschichtliche und ortsgeschichtliche Bedeutung. | 09216060 |
|                                         | Wohnhauszeile einer Wohnanlage                                                                        | Friedrich-Ebert-Straße 10 (Karte)                | um 1930 (Mehrfamilienwohnhaus)                                                     | Wohnhauszeile (Poetenweg 7, 9 und Friedrich-Ebert-Straße 10) mit Einfriedung einer Wohnanlage; Anlage der Gemeinde Niedersedlitz, weitgehend bauzeitlich erhaltenes Ensemble von bauhistorischem und straßenbildprägendem Wert, siehe auch Poetenweg 11–17 und Friedrich-Ebert-Straße 4–8. | 09216057 |
|                                         | Mietshaus mit Einfriedung in offener Bebauung                                                         | Heidenauer Straße 3 (Karte)                      | um 1900 (Mietshaus)                                                                | wohlproportionierter Klinkerbau mit symmetrischen Fassaden und weitgehend originalem Erscheinungsbild, baugeschichtliche und straßenbildprägende Bedeutung. | 09215978 |
|                                         | Villa mit Teilen der Einfriedung                                                                      | Heidenauer Straße 4 (Karte)                      | um 1905 (Villa)                                                                    | heute als Kindergarten genutzt, aufwändig gestalteter Baukörper mit Giebeln, Zierfachwerk und repräsentativem Eingangsbereich, hoher Originalitätsgrad, baugeschichtliche und sozialhistorische Bedeutung. | 09216055 |
|                                         | Mietshaus in offener Bebauung und Ecklage                                                             | Heidenauer Straße 5 (Karte)                      | um 1900 (Mietshaus)                                                                | mit Einfriedung, weitgehend originales Erscheinungsbild, baugeschichtliche und straßenbildprägende Bedeutung. | 09215979 |
|                                         | Mietshaus mit Einfriedung, in offener Bebauung                                                        | Heidenauer Straße 8 (Karte)                      | um 1910 (Mietshaus)                                                                | zeittypischer Bau der Zeit um 1910, baugeschichtlich von Interesse | 09215980 |
|                                         | Villa mit Garage und Einfriedung                                                                      | Heidenauer Straße 10 (Karte)                     | um 1925 (Villa)                                                                    | bauzeitlich erhaltenes Zeugnis der Villenarchitektur der 1920er Jahre, von baugeschichtlichem Wert | 09215981 |
|                                         | Kolonie Niedersedlitz II; Blumensiedlung                                                              | Heimgarten 26; 28 (Karte)                        | 1913 (Reihenhaus)                                                                  | Anlage aus markantem Torhaus und Reihenhäusern; Teil einer Siedlung der Baugenossenschaft Dresden-Land e.G.m.b.H., zusammen mit Hermann-Schmitt-Platz 4–9, Nelkenstraße 19 und Rosenweg 23/24, baugeschichtliche und ortsgeschichtliche Bedeutung. | 09216070 |
|                                         | Kolonie Niedersedlitz II; Blumensiedlung                                                              | Hermann-Schmitt-Platz 1; 2; 3 (Karte)            | 1913 (Reihenhaus)                                                                  | Reihenhäuser, Teil einer Siedlung der Baugenossenschaft Dresden-Land e.G.m.b.H, zus. mit Nelkenstraße 21 (Reihenhaus mit Waschhaus) und Veilchenstraße 3 (Reihenhaus mit rückwärtigem Waschhaus); weitgehend unverändertes Gebäudeensemble in zeittypischer Architektursprache mit baugeschichtlicher und ortsgeschichtlicher Bedeutung. | 09216066 |
|                                         | Kolonie Niedersedlitz II; Blumensiedlung                                                              | Hermann-Schmitt-Platz 4; 5; 6; 7; 8; 9 (Karte)   | 1913 (Reihenhaus)                                                                  | Anlage aus markantem Torhaus und Reihenhäusern; Teil einer Siedlung der Baugenossenschaft Dresden-Land e.G.m.b.H., zusammen mit Hermann-Schmitt-Platz 4–9, Nelkenstraße 19 und Rosenweg 23/24, baugeschichtliche und ortsgeschichtliche Bedeutung. | 09216070 |
|                                         | Mietshaus in Ecklage und geschlossener Bebauung                                                       | Lockwitztalstraße 2 (Karte)                      | bezeichnet 1909 (Mietshaus)                                                        | mit Läden, zeittypischer Bau von 1909, geprägt von Reformstilelementen, baugeschichtlicher und stadtentwicklungsgeschichtlicher Wert. | 09215914 |
|                                         | Mietshaus in geschlossener Bebauung                                                                   | Lockwitztalstraße 4 (Karte)                      | um 1909 (Mietshaus)                                                                | schlichter zeittypischer Putzbau, geprägt von mittig angeordnetem, farbig abgesetztem Erker, baugeschichtliche Bedeutung. | 09215915 |
|                                         | Mietshaus in geschlossener Bebauung                                                                   | Lockwitztalstraße 6 (Karte)                      | um 1909 (Mietshaus)                                                                | mit Laden, zeittypisches Gebäude mit hohem Originalitätsgrad, daher von bauhistorischem und städtebaulichem Interesse. | 09215916 |
|                                         | Drei Gebäude einer Wohnanlage                                                                         | Lockwitztalstraße 19; 21; 23 (Karte)             | 1930 (Mehrfamilienwohnhaus)                                                        | charakteristische Kleinwohnungsbauten der 1920er bzw.1930er Jahre mit Einfriedung, baugeschichtlich und stadtentwicklungsgeschichtlich bedeutend. | 09215855 |
|                                         | Mietshaus mit Gaststätte in offener Bebauung                                                          | Lockwitztalstraße 24 (Karte)                     | Ende 19. Jh. (Mietshaus)                                                           | schlichter, überwiegend unverändert erhaltener Bau mit baugeschichtlicher und ortshistorischer Bedeutung. | 09215920 |
|                                         | Wohnanlage mit zwei Doppelwohnhäusern                                                                 | Lockwitztalstraße 27; 27a; 29 (Karte)            | um 1925 (Doppelwohnhaus)                                                           | Wohnanlage mit zwei Doppelwohnhäusern (Bedrich-Smetana-Straße11 und Lockwitztalstraße 27/27a/29), eingeschossigem Verbindungsbau, seitlichen Anbauten und Einfriedung; charakteristische Kleinwohnungsbauten der 1920er bzw. der 1930er Jahre, seitliche Anbauten mit Eingängen in etwa analog dem eingeschossigen Verbindungsbau, baugeschichtlich, ortsgeschichtlich und sozialgeschichtlich von Bedeutung. | 09218940 |
|                                         | Villa mit Einfriedung                                                                                 | Lockwitztalstraße 30 (Karte)                     | um 1925 (Villa)                                                                    | zeittypisch schlichter Putzbau mit Walmdach, Gebäude mit hohem Originalitätsgrad und von baugeschichtlichem Wert. | 09215858 |
|                                         | Villa Rüger                                                                                           | Lockwitztalstraße 35 (Karte)                     | um 1915 (Villa)                                                                    | Villa mit Einfriedung; weitgehend authentisch erhaltenes Gebäude, zeittypische Gestaltung mit Reformstilelementen, baugeschichtliche Bedeutung, womöglich Villa der Schokoladenfabrikanten Conrad Max Rüger (1863–1944) oder Conrad Alexander Rüger (1867–1918), der Söhne von Otto Rüger (siehe Schokoladenfabrik Rüger in Sobrigau, Lockwitzgrund 123). | 09215859 |
|                                         | Scheune eines ehemaligen Bauernhofes                                                                  | Lugaer Straße 2 (Karte)                          | Mitte 19. Jh. (Scheune)                                                            | bezüglich Kubatur und prägenden Proportionen authentisch erhaltener Baukörper von baugeschichtlichem und ortsbildprägendem Wert. | 09215924 |
|                                         | Wohnhauszeile einer kleinen Wohnanlage                                                                | Lugaer Straße 5; 5a; 5b (Karte)                  | um 1955 (Mehrfamilienwohnhaus)                                                     | weitgehend unverändertes Architekturbeispiel des Wohnungsbaus der 1950er Jahre mit baugeschichtlicher und straßenbildprägender Bedeutung, siehe auch Prof.-Billroth-Straße 12–16. | 09215923 |
|                                         | Villa mit Einfriedung                                                                                 | Lugaer Straße 9 (Karte)                          | um 1905 (Villa)                                                                    | schlichter Putzbau mit neobarocken Anklängen der Fassadenarchitektur, baugeschichtlicher Wert | 09215922 |
|                                         | Doppelhaus                                                                                            | Lugaer Straße 40; 42 (Karte)                     | um 1930 (Doppelwohnhaus)                                                           | weitgehend original erhaltenes Architekturbeispiel des Wohnungsbaus der 1930er Jahre, baugeschichtlicher Wert. | 09218942 |
|                                         | Villa mit Einfriedung                                                                                 | Lungkwitzer Straße 4 (Karte)                     | bezeichnet 1874 (Villa)                                                            | überwiegend authentisch erhaltener Baukörper mit bauzeitlichen Gliederungen und Gestaltungselementen, bauhistorische und ortsbildprägende Bedeutung. | 09216050 |
|                                         | Villa mit Einfriedung                                                                                 | Lungkwitzer Straße 6 (Karte)                     | 1895 (Villa)                                                                       | überwiegend bauzeitlich erhaltenes Gebäude mit akzentuierendem Turm, baugeschichtlich bedeutsam; Bauherr war der Bauunternehmer Ernst Wilhelm Philipp; die Baugenehmigung wurde am 8.12.1894 erteilt, die Bauabnahme erfolgte nach zehnmonatiger Bauzeit am 11.10.1895; 1925 wird die Villa um einen Anbau links ergänzt, 1927 ersetzt man die ehemalige Holzveranda an der Gebäudevorderfront durch einen gemauerten Erker; umfassende Sanierung des Hauses 2004/05 (Quelle: Stadtarchiv Dresden, Sign. 10, Nr. 41 837) | 09216051 |
|                                         | Mietvilla mit Einfriedung in Ecklage                                                                  | Lungkwitzer Straße 10 (Karte)                    | um 1895 (Mietvilla)                                                                | wohlproportionierter Baukörper mit hohem Originalitätsgrad, baugeschichtliche und ortsbildprägende Bedeutung. | 09216052 |
|                                         | Mietvilla mit Einfriedung                                                                             | Lungkwitzer Straße 12 (Karte)                    | um 1890 (Mietvilla)                                                                | zeittypisch historisierender Putzbau, Gebäude mit hohem Originalitätsgrad von baugeschichtlicher und ortsbildprägender Bedeutung. | 09216053 |
|                                         | Mietvilla                                                                                             | Lungkwitzer Straße 16 (Karte)                    | um 1895 (Mietvilla)                                                                | überwiegend bauzeitlich erhaltenes Gebäude mit Klinker-Obergeschoss, hölzernen Loggien und Pyramidendach über dem seitlichen Vorbau, baugeschichtliche und straßenbildprägende Bedeutung. | 09216054 |
|                                         | Brücke über den Lockwitzbach                                                                          | Mühlenstraße (Karte)                             | um 1865 (Fußgängerbrücke)                                                          | Brücke über den Lockwitzbach; markantes, sich im Bogen über den Wasserlauf spannendes zeittypisches Bauwerk, baugeschichtlich und ortsbildprägend bedeutsam. | 09215968 |
|                                         | Kolonie Niedersedlitz II; Blumensiedlung                                                              | Nelkenstraße 18; 20 (Karte)                      | 1923–1924 (Doppelwohnhaus)                                                         | Doppelwohnhaus einer Siedlung der Baugenossenschaft Dresden-Land e.G.m.b.H.; bauzeitlich erhaltenes Beispiel genossenschaftlichen Wohnungsbaus der Zeit um 1925 mit baugeschichtlicher und ortsgeschichtlicher Bedeutung. | 09218937 |
|                                         | Kolonie Niedersedlitz II; Blumensiedlung                                                              | Nelkenstraße 19 (Karte)                          | 1913 (Reihenhaus)                                                                  | Anlage aus markantem Torhaus und Reihenhäusern; Teil einer Siedlung der Baugenossenschaft Dresden-Land e.G.m.b.H., zusammen mit Hermann-Schmitt-Platz 4–9, Nelkenstraße 19 und Rosenweg 23/24, baugeschichtliche und ortsgeschichtliche Bedeutung. | 09216070 |
|                                         | Kolonie Niedersedlitz II; Blumensiedlung                                                              | Nelkenstraße 21 (Karte)                          | 1913 (Reihenhaus)                                                                  | Reihenhäuser, Teil einer Siedlung der Baugenossenschaft Dresden-Land e.G.m.b.H, zus. mit Nelkenstraße 21 (Reihenhaus mit Waschhaus) und Veilchenstraße 3 (Reihenhaus mit rückwärtigem Waschhaus); weitgehend unverändertes Gebäudeensemble in zeittypischer Architektursprache mit baugeschichtlicher und ortsgeschichtlicher Bedeutung. | 09216066 |
|                                         | Kolonie Niedersedlitz II; Blumensiedlung                                                              | Nelkenstraße 22; 24 (Karte)                      | 1913 (Doppelwohnhaus)                                                              | Doppelwohnhaus einer Siedlung der Baugenossenschaft Dresden-Land e.G.m.b.H.; hinsichtlich Kubatur und Proportionen unverändertes Zeugnis des genossenschaftlichen Wohnungsbaus der 1930er Jahre, baugeschichtlich von Bedeutung. | 09216072 |
|                                         | Fabrikantenvilla, Nebengebäude und Einfriedung                                                        | Niedersedlitzer Straße 80 (Karte)                | bezeichnet 1898 (Villa)                                                            | malerisch gestaltete Bauten, Villa mit Zierfachwerk, Turmanbau und weiteren Fassadenelementen, baugeschichtlich und wohl auch in Teilen künstlerisch bedeutend. | 09215860 |
| Direkt Bild zu diesem Denkmal hochladen | Schmiedeeiserne Einfriedung                                                                           | Pfaffendorfer Straße 4 (Karte)                   | um 1900 (Einfriedung)                                                              | gestalterisch aufwendiges, neobarockes Gitter von künstlerischer und straßenbildprägender Bedeutung. | 09215927 |
| Weitere Bilder                          | Niedersedlitzer Schule                                                                                | Pfaffendorfer Straße 15 (Karte)                  | 1876 (älteres Schulgebäude), 1888/1910 (neues Schulgebäude), 1901 (Schulturnhalle) | Zwei Schulgebäude und Turnhalle (Sosaer Straße 10 und Pfaffendorfer Straße 15); Komplex mit älterem und neuerem Schulgebäude, älterer Bau heute als Hort genutzt, bauzeitlich erhaltene Gebäude von baugeschichtlichem und ortsgeschichtlichem Dokumentationswert. Schulkomplex, mehrfach erweitert, nach 1945 als 89. Polytechnische Oberschule genutzt, heute 89. Grundschule. | 09215942 |
|                                         | Mietvilla mit Einfriedung                                                                             | Pfaffendorfer Straße 17 (Karte)                  | um 1900 (Mietvilla)                                                                | wohlproportionierter Baukörper mit Zierfachwerk und Holzveranden, weitgehend authentisches Erscheinungsbild, daher von baugeschichtlicher und ortsbildprägender Bedeutung. Ev.-luth. Gemeindezentrum, nach Entwürfen des Architekten Dietmar Bach von Gemeindemitgliedern erbaut. | 09215929 |
|                                         | Wohnhaus in offener Bebauung                                                                          | Pfarrer-Schneider-Straße 7 (Karte)               | um 1925 (Wohnhaus)                                                                 | charakteristisches Holzhaus der 1920er Jahre, bauliches Zeugnis der Architekturbewegung jener Zeit, preiswert und solide gestaltete Wohnhäuser auch in Fertigteilbauweise anzubieten, baugeschichtlich von Bedeutung. | 09215930 |
|                                         | Wohnhauszeile (Poetenweg 7, 9 und Friedrich-Ebert-Straße 10) mit Einfriedung einer Wohnanlage         | Poetenweg 7; 9 (Karte)                           | um 1930 (Mehrfamilienwohnhaus)                                                     | Anlage der Gemeinde Niedersedlitz, weitgehend bauzeitlich erhaltenes Ensemble von bauhistorischem und straßenbildprägendem Wert, siehe auch Poetenweg 11–17 und Friedrich-Ebert-Straße 4–8. | 09216057 |
|                                         | Wohnhauszeile einer Wohnanlage                                                                        | Poetenweg 11; 13; 15; 17 (Karte)                 | um 1920 (Mehrfamilienwohnhaus)                                                     | Anlage der Gemeinde Niedersedlitz, weitgehend bauzeitlich erhaltenes Ensemble von bauhistorischem und straßenbildprägendem Wert, siehe auch Poetenweg 7/9 und Friedrich-Ebert-Straße 4–10. | 09216058 |
| Direkt Bild zu diesem Denkmal hochladen | Wohnhaus in offener Bebauung                                                                          | Poetenweg 12 (Karte)                             | um 1930 (Wohnhaus)                                                                 | typisches bauliches Zeugnis der Wohnbauarchitektur der 1930er Jahre mit sparsamem akzentuierenden Bauschmuck, baugeschichtlicher Wert. | 09216059 |
| Direkt Bild zu diesem Denkmal hochladen | Brücke über den Lockwitzbach                                                                          | Prof.-Billroth-Straße (Karte)                    | Anfang 20. Jh. (Straßenbrücke)                                                     | Straßenbrücke mit bauzeitlichem Erscheinungsbild, technikgeschichtliche und straßenbildprägende Bedeutung. | 09218936 |
|                                         | Wohnhauszeile einer kleinen Wohnanlage                                                                | Prof.-Billroth-Straße 12; 14; 16 (Karte)         | um 1955 (Mehrfamilienwohnhaus)                                                     | Baukörper mit weitgehend authentischem Erscheinungsbild von bauhistorischem und straßenbildprägendem Wert, siehe auch Lugaer Straße 5–5b. | 09216056 |
|                                         | Doppelwohnhaus mit Waschhaus und Torbogen                                                             | Rosenweg 19; 21 (Karte)                          | 1913 (Doppelwohnhaus)                                                              | Teil einer Siedlung der Baugenossenschaft Dresden-Land e.G.m.b.H. mit überwiegend unverändertem äußeren Erscheinungsbild, daher von baugeschichtlichem und straßenbildprägendem Wert. | 09216073 |
|                                         | Kolonie Niedersedlitz II; Blumensiedlung                                                              | Rosenweg 23; 24 (Karte)                          | 1913 (Reihenhaus)                                                                  | Anlage aus markantem Torhaus und Reihenhäusern; Teil einer Siedlung der Baugenossenschaft Dresden-Land e.G.m.b.H., zusammen mit Hermann-Schmitt-Platz 4–9, Nelkenstraße 19 und Rosenweg 23/24, baugeschichtliche und ortsgeschichtliche Bedeutung. | 09216070 |
|                                         | Kulturhaus Sachsenwerk                                                                                | Sachsenwerkstraße 66 (Karte)                     | 1951–1952 (Kulturhaus)                                                             | Kopfbau/Foyergebäude des Kulturhauses; erstes Betriebskulturhaus in Dresden für die Angestellten des Sachsenwerk errichtet, ursprünglich aus Haupttrakt für Foyer, Theatersaal, Bühne sowie kleinerem Seitenflügel bestehend, nach Brand 1995 bis auf Foyergebäude abgebrochen, in den Formen der Nationalen Bautraditionen errichtet, in der Mitte und seitlich durch Sandsteinfassaden belebt, Eingang portikusartig hervorgehoben, trotz der Veränderungen immer noch monumental, Beispiel eines frühen DDR-Kulturhauses, insbesondere baugeschichtlich und sozialgeschichtlich bedeutend. | 09215947 |
|                                         | Fabrikgebäude                                                                                         | Saydaer Straße 3 (Karte)                         | um 1900 (Fabrik)                                                                   | zweigeschossiger Baukörper mit nahezu unverändertem Erscheinungsbild, von bauhistorischer und industriegeschichtlicher Bedeutung. | 09215935 |
|                                         | Fabrikgebäude                                                                                         | Saydaer Straße 6 (Karte)                         | um 1900 (Fabrik)                                                                   | stattlicher Gebäudekomplex aus mehreren zusammenhängenden Teilen auf T-förmigem Grundriss, überwiegend bauzeitliches Erscheinungsbild, daher von baugeschichtlichem und industriegeschichtlichem Interesse. | 09215936 |
|                                         | Mietshaus in Ecklage und offener Bebauung                                                             | Sosaer Straße 1 (Karte)                          | um 1900 (Mietshaus)                                                                | mit Läden, authentischer Bau mit durch Zeltdach und Zierfachwerk betonter Ecke, baugeschichtliche und straßenbildprägende Bedeutung. | 09215937 |
|                                         | Mietshaus in offener Bebauung                                                                         | Sosaer Straße 3 (Karte)                          | um 1900 (Mietshaus)                                                                | mit Laden, vergleichsweise aufwändig gestaltete Straßenfassade in Klinkermauerwerk mit Sandsteinzierelementen, baugeschichtlicher Aussagewert. | 09215938 |
|                                         | Villa                                                                                                 | Sosaer Straße 6 (Karte)                          | um 1905 (Villa)                                                                    | in bauzeitlicher Architektursprache erhalten, daher von bauhistorischer und straßenbildprägender Bedeutung | 09215939 |
|                                         | Mietshaus in Ecklage und offener Bebauung                                                             | Sosaer Straße 7 (Karte)                          | um 1900 (Mietshaus)                                                                | mit Laden, repräsentatives Gebäude mit akzentuierter Ecke, hoher Originalitätsgrad, baugeschichtliche und städtebauliche Bedeutung. | 09215940 |
| Weitere Bilder                          | Niedersedlitzer Schule                                                                                | Sosaer Straße 10 (Karte)                         | 1876 (älteres Schulgebäude), 1888/1910 (neues Schulgebäude), 1901 (Schulturnhalle) | Zwei Schulgebäude und Turnhalle (Sosaer Straße 10 und Pfaffendorfer Straße 15); Komplex mit älterem und neuerem Schulgebäude, älterer Bau heute als Hort genutzt, bauzeitlich erhaltene Gebäude von baugeschichtlichem und ortsgeschichtlichem Dokumentationswert. Schulkomplex, mehrfach erweitert, nach 1945 als 89. Polytechnische Oberschule genutzt, heute 89. Grundschule. | 09215942 |
| Weitere Bilder                          | Rathaus Niedersedlitz                                                                                 | Sosaer Straße 11 (Karte)                         | 1901–1902 (Rathaus)                                                                | Ehem. Rathaus; aufwendiger Bau im Stil der Deutschen Neorenaissance mit Turm, Stufengiebel und Erker, baugeschichtlich und ortsgeschichtlich von Bedeutung. Erbaut von Architekt Gustav Hänichen im Historismus- und Jugendstil, zunächst Sitz der Gemeindeverwaltung, später als Polizeidienststelle, Ortskrankenkasse und Sparkasse genutzt, nach 1918 Schließung des Ratskellers, nach 1945 Lager und Wohnheim für Gastarbeiter, nach 1990 saniert, heute Weiterbildungszentrum der Stadtsparkasse. | 09215943 |
|                                         | Mietshaus in Ecklage und offener Bebauung                                                             | Sosaer Straße 16 (Karte)                         | um 1885 (Mietshaus)                                                                | zeittypisch historisierender Putzbau, nahezu unverändertes äußeres Erscheinungsbild, daher von bauhistorischem und straßenbildprägendem Wert. | 09215944 |
|                                         | Villa mit Teil der Einfriedung                                                                        | Sosaer Straße 25 (Karte)                         | 19. Jh. (Villa)                                                                    | schlichtes, bauzeitlich erhaltenes Gebäude mit Putzfassade, baugeschichtliche Bedeutung. | 09215945 |
|                                         | Fabrikgebäude und Fabrikantenvilla                                                                    | Sportplatzstraße 1; 1a; 1b (Karte)               | um 1900 (Fabrik)                                                                   | heute für Wohnzwecke genutzt, in bauzeitlicher Architektursprache erhaltene Gebäude mit bauhistorischem und industriegeschichtlichem Dokumentationswert. | 09215946 |
| Weitere Bilder                          | Malzfabrik Gebrüder Pick; Malzfabrik Niedersedlitz                                                    | Straße des 17. Juni 21 (Karte)                   | 1875/1895 (Mälzerei)                                                               | Ehem. Malzfabrik Niedersedlitz; monumentale Fabrikanlage zwischen der Straße des 17. Juni und Eisenbahnstrecke, bestehend aus mehreren Gebäudekomplexen unterschiedlicher Bau- und Erweiterungsphasen mit Maschinenstube, Kesselhaus, Lager, diversen Aufbereitungsräumen sowie rückwärtigem Flügel (an der Reisstraße) für Malztennen, Quell- und Ausweichräume usw., dazu Malzsilo, Putzerei, Kohlensilo, Darren sowie markante Abluftschornsteine und rückwärtiger Anbau für Gerstenböden, Tennen und Weichhaus, einer der baugeschichtlich und industriegeschichtlich sowie städtebaulich bedeutendsten hiesigen Fabrikbauten um 1900, letzte authentisch erhaltene Malzfabrik von Dresden.                                                             | 09212606 |
| Weitere Bilder                          | Sachsenwerk                                                                                           | Straße des 17. Juni 25 (Karte)                   | bez. 1903 (Fabrik)                                                                 | Fabrik- und Verwaltungsgebäude; langgestreckter stattlicher Komplex aus mehreren zusammenhängenden Gebäuden mit zwei straßenbildprägenden Turmaufbauten, bedeutendes Beispiel Dresdner Industriegeschichte, baugeschichtlich, industriegeschichtlich und stadtentwicklungsgeschichtlich von Bedeutung. | 09215984 |
|                                         | Wohnhaus mit Einfriedung                                                                              | Veilchenstraße 1 (Karte)                         | um 1935 (Wohnhaus)                                                                 | schlichter Bau der 1930er Jahre mit zeittypisch schmuckloser Putzfassade und Satteldach, von baugeschichtlichem Interesse. | 09216063 |
| Direkt Bild zu diesem Denkmal hochladen | Transformatorenhäuschen                                                                               | Veilchenstraße 1 (bei) (Karte)                   | um 1935 (Transformatorenstation)                                                   | Zeugnis der flächendeckenden Elektrifizierung vor allem seit dem ausgehenden 19. Jahrhundert, ortsentwicklungsgeschichtlich und technikgeschichtlich von Bedeutung. | 09216064 |
|                                         | Doppelwohnhaus mit Einfriedung                                                                        | Veilchenstraße 2; 4 (Karte)                      | 1913 (Doppelwohnhaus)                                                              | Teil einer Siedlung der Baugenossenschaft Dresden-Land e.G.m.b.H., baugeschichtlich und ortsgeschichtlich interessant. | 09216062 |
|                                         | Kolonie Niedersedlitz II; Blumensiedlung                                                              | Veilchenstraße 3 (Karte)                         | 1913 (Reihenhaus)                                                                  | Reihenhäuser, Teil einer Siedlung der Baugenossenschaft Dresden-Land e.G.m.b.H, zus. mit Nelkenstraße 21 (Reihenhaus mit Waschhaus) und Veilchenstraße 3 (Reihenhaus mit rückwärtigem Waschhaus); weitgehend unverändertes Gebäudeensemble in zeittypischer Architektursprache mit baugeschichtlicher und ortsgeschichtlicher Bedeutung. | 09216066 |